# Регирунг-президент
Регирунг-президент — должность в административном управлении Германии в XIX веке, назначался канцлером

## Главы следующих административно-территориальных единиц Германии
- Королевства:
  - Пруссия
  - Саксония
  - Бавария
  - Вюртемберг
- Вольные ганзейские города:
  - Гамбург
  - Любек
  - Бремен
- Великие герцогства:
  - Баден
  - Гессен и Рейн
  - Мекленбург-Шверин
  - Мекленбург-Стрелиц
  - Ольденбург
  - Саксен-Веймар-Эйзенах (Великое Герцогство Саксония с 1877 г., часть будущей Тюрингии).
- Герцогства:
  - Ангальт
  - Брауншвейг (в 1884—1913 гг. возглавлялось регентом, назначенным императором)
  - Саксен-Альтенбург (часть будущей Тюрингии)
  - Саксен-Кобург-Гота (часть будущей Тюрингии)
  - Саксен-Мейнинген (часть будущей Тюрингии)
  - Саксен-Лауэнбург (в 1865—1876 гг. в унии с Пруссией, с 1876 часть Пруссии)
- Княжества:
  - Вальдек
  - Липпе
  - Рейсс младшей линии (часть будущей Тюрингии)
  - Рейсс старшей линии (часть будущей Тюрингии)
  - Шаумбург-Липпе
  - Шварцбург-Зондерсхаузен (в унии с Шварцбург-Рудольштадтом с 1909 г., часть будущей Тюрингии)
  - Шварцбург-Рудольштадт (в унии с Шварцбург-Зондерсхаузеном с 1909 г., часть будущей Тюрингии)